# Unifrance

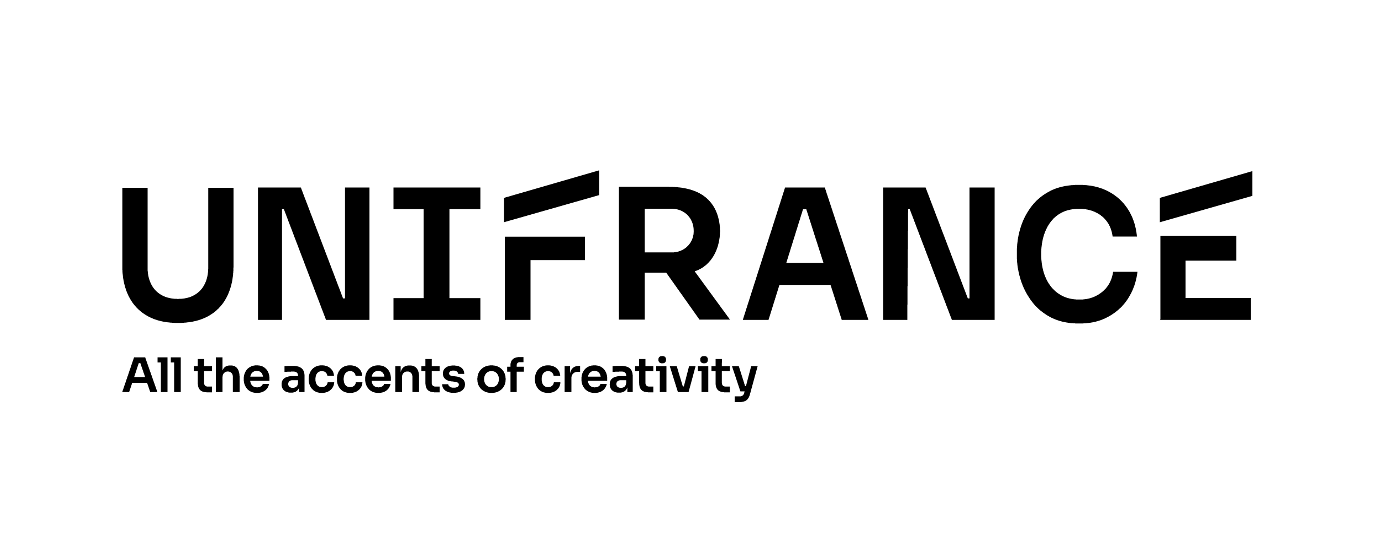

Unifrance è un'organizzazione cinematografica il quale intento è promuovere il cinema francese al di fuori della Francia. È gestita dal Centro Nazionale di Cinematografia. L'Unifrance è rappresentata da più di 600 membri, tra cui registi, produttori, sceneggiatori, attori e agenti.
Fondata nel 1949, l'Unifrance partecipa a circa 50 festival all'anno ed è uno dei soci fondatori della European Film Promotion.